# Cnicothamnus
Cnicothamnus, rod glavočika smješten u tribus Gochnatieae, dio potporodice Gochnatioideae. Pripadaju mu dvije vrste iz sjeverozapadne Argentine, Bolivije i Paragvaja.

## Vrste
1. Cnicothamnus azafran Cabrera
2. Cnicothamnus lorentzii Griseb.

## Sinonimi
- Lefrovia Franch.